# 1080
1080. је била проста година.

## Догађаји
- Википедија:Непознат датум — Владавина арапске династије Абадида у Севиљи у данашњој Шпанији (од 1023. до 1091).
- 15. октобар — Битка код Хоенмелзена

- Март — Папа Гргур VII признао је Рудолфа за краља и по други пут екскомуницирао Хајнриха IV. Хенри је прогласио папу свргнутим. Убиство Рудолфа. Хајнрих је вратио власт над Немачком.
- Јун — Хајнрих IV је успео да протера папу Гргура VII и изабере његовог штићеника Клемента III за папу.
- Октобар — Хајнрих IV је победио Рудолфа од Рајнфелдена и ушао у Италију.
- Почиње норманска инвазија на Епир.
- Борил и Херман, који су имали власт под Ботанијатом, почели су да сплеткаре против Исака и Алексија Комнина. Алексију је поверен рат против Турака, који су поробили Кизик. Алексије је окупио трупе.
- Ширваншах Фарибурз, након дугог отпора, признао је власт селџучког султана Мелик Шаха I.
- Селџучка инвазија на Грузију. Спаљивање градова Самшвилде, Кутаиси, Артануџи. Краљ Георгије II је приморан да закључи мир под тешким условима, задржавајући само Западну Грузију и Абхазију и обавезујући се да плаћа данак.
- Формирање јерменске кнежевине у Киликији (Киликијска Јерменија) на челу са династијом Рубенида.
- Владимир Мономах је смирио перејаславске Торке, које је велики кнез населио у перејаславској земљи.

## Смрти
- Харалд III Дански